# The Stratford Adventure
The Stratford Adventure ist ein kanadischer Dokumentar-Kurzfilm von Morten Parker aus dem Jahr 1954, mit dem der Produzent Guy Glover für einen Oscar nominiert war.

## Inhalt
Der in Stratford geborene Journalist Tom Patterson wirkte an der Dokumentation über das Shakespeare-Festival in seiner am Ufer des Avon River in Ontario in Kanada gelegenen Heimatstadt mit, das im Juli 1953 mit einer Aufführung von William Shakespeares Drama Richard III. mit Alec Guinness in der Titelrolle eröffnet wurde. Das National Film Board of Canada hatte darum gebeten, dieses Ereignis für die Nachwelt zu dokumentieren.
Der Film erzählt, wie die Idee gewachsen ist, ein eigenes Shakespeare-Theater zu gründen, wie ein bedeutender britischer Regisseur und internationale Schauspieler für das Festival gewonnen werden konnten und auch kanadische Schauspieler ihr Talent einbringen konnten. Die Baufortschritte des Theaters werden veranschaulicht, unterbrochen von Gesprächen mit Menschen, die Verantwortung für die Idee und Gestaltung des Festivals tragen. Abgerundet wird das Ganze mit Aufnahmen der Proben für das Shakespeare-Stück sowie mit Landschaftsaufnahmen in und um Stratford herum, die den Film vervollständigen. 

## Produktion

### Produktionsnotizen
Die Aufnahmen entstanden im Festival Theatre in Stratford in Ontario in Kanada. Produziert und präsentiert wurde der Film von der der staatlichen Filmbehörde National Film Board of Canada (NFB). In Canada wurde er von Columbia Pictures vertrieben, in den USA von Continental Distributing.
Alec Guinness war 1953 in Stratford zwar als Richard III. besetzt. Sein Filmvertrag untersagte es jedoch Aufnahmen von ihm während der Proben in diesem Dokumentarfilm zu verwenden, sodass Douglas Rain insoweit einsprang. Da Festspieldirektor Dr. Tyrone Guthrie nicht erlaubte, die echten Proben durch Filmaufnahmen zu stören, mussten auch diese nachgebildet werden. Diese zusätzlichen Dreharbeiten trieben das Filmbudget in die Höhe, das inzwischen doppelt so hoch war wie ursprünglich geplant.
Da die Entscheidung, den Film über das Festival zu drehen, relativ spät erfolgte, bemühten sich Regisseur Morten Parker und seine Frau Gudrun darum, ein Drehbuch vorzubereiten, während sie sich gleichzeitig darum kümmerten, die Abfolge des Zeltbaus festzuhalten und die Herstellung der Kostüme, die in Vorbereitung waren, zu berücksichtigen. Da der Startschuss für den Film so spät fiel, mussten die Parkers etliche Großveranstaltungen nachstellen, so das erste Treffen des Festspieldirektors Guthrie und der Bürger, um über die Entstehung des Festivals zu diskutieren.
Die Idee hinter dem Film war es, der Welt zu zeigen, dass Kanada nicht nur ein Land mit wunderschönen Landschaften ist, sondern auch in der Lage ist, ein kulturelles Ereignis zu schaffen, auf das man stolz sein kann. Auf Tom Patterson geht die Idee der Gründung dieses Festivals zurück. Er wollte Stratford mit einem Theaterfestival beleben, das den Werken Shakespeares gewidmet ist, da die Stadt den Namen des Ortes trägt, in dem der große Schriftsteller geboren wurde: Stratford-upon-Avon in England.
Beim Stratford Shakespeare Festival dankte das National Film Board den Bürgern von Stratford für ihr Interesse, die Unterstützung und Hilfe bei der Produktion dieses Films.

### Veröffentlichung
In den USA wurde der Film am 2. August 1954 in New York veröffentlicht, in Kanada erfolgte die Veröffentlichung der englischen Version ebenfalls 1954. Die französische Sprachversion war ab 1955 zu sehen, wobei der alternative Titel dieser Version L’an un d’un festival lautete. Der vollständige englische Titel lautet The Stratford Adventure: The Story Behind a Festival.

## Rezeption

### Kritik
Albert Ohayon schrieb auf der Seite NFB Blog, dass Gudrun Parkers Drehbuch die idyllische Stadt Stratford und die Aufregung die das Festival verursachte, sehr gut eingefangen habe. Die Entscheidung, den Film in 35 mm und in Farbe zu drehen, trage wesentlich zur Schönheit der Aufnahmen bei. Auch habe der Film eine gewisse Unschuld. Den Parkers gebühre Lob, dass sie bei diesem schwierigen Projekt bis zum Ende durchgehalten hätten.

### Auszeichnungen
Oscarverleihung 1955
- Nominierung für Guy Glover in der Kategorie „Bester Dokumentarfilm“ (Langform). Der Oscar ging jedoch an James Algar und Walt Disney und den Film Wunder der Prärie.

Canadian Film Awards 1955. 
- Auszeichnung mit dem Canadian Film Award für Morten Parker in der Kategorie „Film des Jahres“